# Canal du Mozambique
Le canal du Mozambique ou canal de Mozambique est un bras de mer faisant partie de l'océan Indien et séparant l'île de Madagascar du reste de l'Afrique, plus  spécifiquement du Mozambique, pays le plus proche sur le continent. Le canal mesure environ 1 700 km de long, 419 km de large en son point le plus étroit et atteint la profondeur de 4 300 m  à son point le plus profond, situé dans le Sud du détroit et à environ 360 km à l'ouest-sud-ouest des côtes les plus proches de Madagascar. Il est parcouru par un courant tempéré orienté vers le sud qui rejoint le courant des Aiguilles à l'est de la côte sud-africaine.

## Géographie
Le canal du Mozambique présente la particularité d'être un espace maritime incorporé à un océan, et non une mer bordière distincte. Tout en possédant ses propres limites, il constitue une division de l'océan Indien sans pour autant en être une mer bordière comme le golfe du Bengale par exemple.

### Limites
L'Organisation hydrographique internationale détermine les limites du canal du Mozambique de la façon suivante :
- au nord : une ligne depuis l’estuaire du Ruvuma (10° 28′ 13″ S, 40° 26′ 07″ E) au Ras Habu (11° 21′ 57″ S, 43° 20′ 32″ E), la pointe septentrionale de l’île Grande Comore et de l’archipel des Comores, puis jusqu'au cap d'Ambre à l'extrémité septentrionale de Madagascar (11° 57′ 09″ S, 49° 14′ 46″ E) ;

- à l’est : la côte occidentale de Madagascar ;

- au sud : une ligne depuis le cap Sainte-Marie, l’extrémité sud de Madagascar (25° 36′ 21″ S, 45° 10′ 23″ E), à la Ponta do Ouro 26° 50′ 39″ S, 32° 53′ 42″ E) sur le continent ;

- à l’ouest : la terre ferme de l’Afrique australe.

### Îles
À l'ouest :
- le long de la côte africaine : 
  - les îles Quirimbas (Mozambique) ;
  - l'archipel Bazaruto (Bazaruto, Benguerra et Magaruque, en Mozambique) ;
  - l'île d'Inhaca (Mozambique).

À l'est :
- le long de la côte malgache : Nosy Hara, Nosy Mitsio, Tsarabanjina, Nosy Faly, Nosy Bé, Nosy Komba, Nosy Iranja, Nosy Antanimora, Nosy Saba et Nosy Lava (Madagascar) ;

Au centre-nord :
- entre la pointe septentrionale de la Grande Île et le continent, on trouve l'archipel des Comores : 
  - Grande Comore, Mohéli et Anjouan formant l'union des Comores et
  - Mayotte un département et région d'outre-mer français.

Au centre :
- trois des cinq îles Éparses placées sous souveraineté française : au centre du canal,
  - l'île Juan de Nova et, plus au sud,
  - l'île Europa et
  - l'atoll Bassas da India.

## Histoire

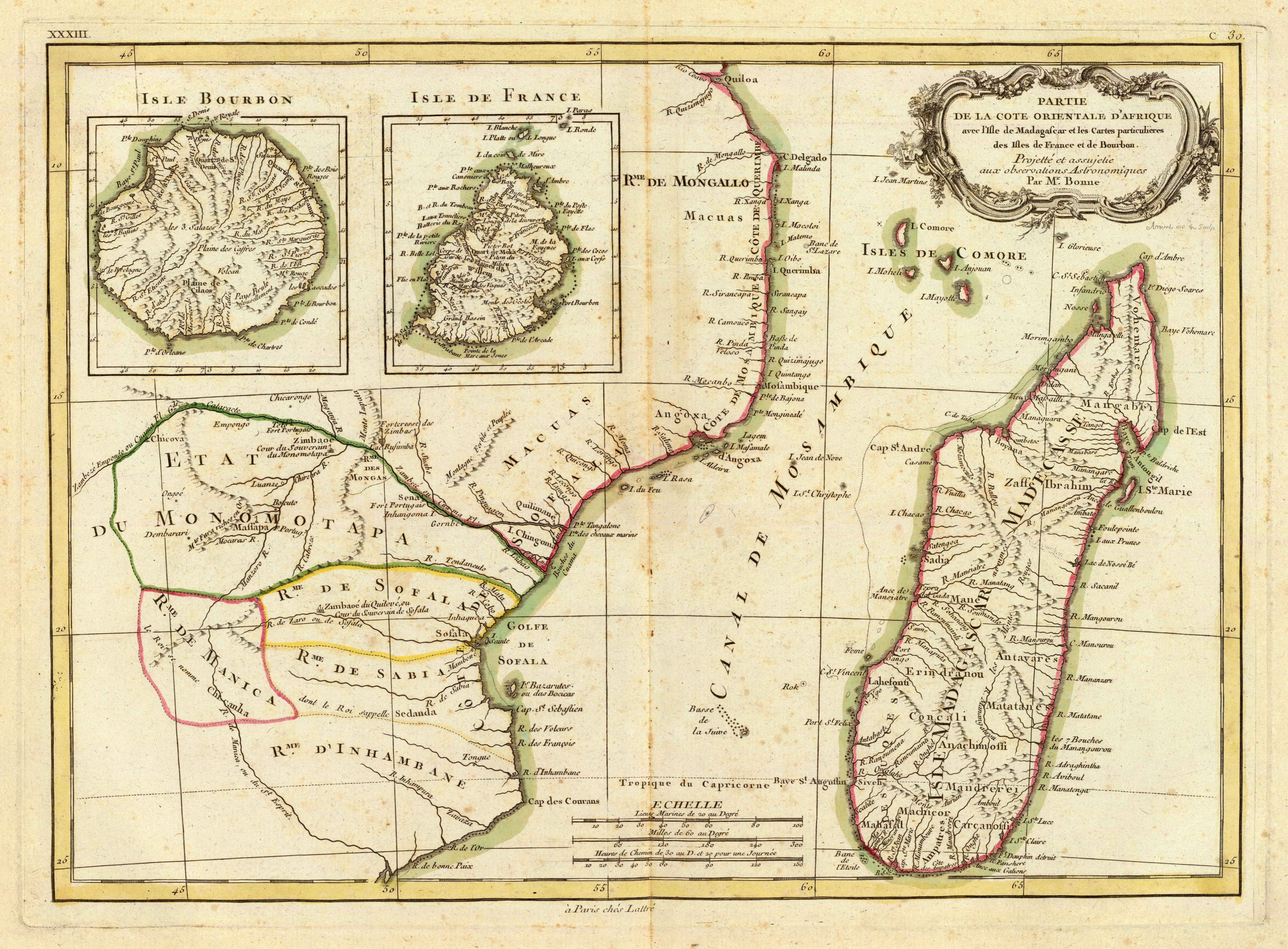
Le canal du Mozambique sur une carte de 1791.

### Seconde Guerre mondiale

#### Incident duGraf Spee
Le 15 novembre 1939, sous le commandement du capitaine Patrick (Paddy) Dove, le pétrolier côtier britannique Africa Shell naviguait dans le canal du Mozambique entre Quelimane et Lourenco Marques, naviguant sur lest. Au cours de la matinée, à 10 milles nautiques (19 km) au sud-sud-ouest du phare du cap Zavora, il est repéré par le cuirassé de poche allemand Admiral Graf Spee, commandé par le capitaine Hans Langsdorff. Le Graf Spee ordonne à l'Africa Shell de s'arrêter en tirant un coup de feu sur sa proue,,.
Après avoir stoppé l'Africa Shell, un cotre avec une équipe d'abordage est envoyé par le Graf Spee et monte à bord du pétrolier, l'officier en charge s'adressant au capitaine Dove dans un anglais parfait en prononçant la phrase suivante : "Good morning, captain. Sorry ; fortunes of war".
L'équipe d'abordage ordonne à l'équipage du navire, à l'exception du capitaine de l'Africa Shell, de monter dans leurs canots de sauvetage avant de dépouiller l'Africa Shell de toutes ses denrées alimentaires, y compris d'une petite quantité de vin. L'équipage reçoit l'ordre de ramer vers le rivage, mais le capitaine Dove est fait prisonnier à bord du Graf Spee, où il sera maintenu en captivité. Le capitaine Dove, courroucé par l'interception de son navire, se plaint personnellement au capitaine Langsdorff, arguant que l'Africa Shell se trouve dans les eaux territoriales portugaises et que cette action constitue une violation flagrante du droit international,,.
L'équipage de l'Africa Shell ayant rejoint le rivage, et le capitaine Dove ayant été transféré sur le Graf Spee, l'équipe d'abordage entreprend de couler le pétrolier. Les charges de sabordage ont été placées à l'intérieur du navire et leurs minuteries réglées, après quoi l'équipe est remontée à bord de la vedette et a regagné le Graf Spee. Une fois tout le personnel en sécurité à bord du Graf Spee, Langsdorff et son équipage assistent à la détonation des charges qui font deux trous dans la poupe de l'Africa Shell. Le Graf Spee ouvre alors le feu en utilisant une partie de son armement secondaire composé de canons SK C/28 de 15 cm, coulant ainsi l'Africa Shell.

#### Bataille de Madagascar
En 1942, le canal du Mozambique a été un point d'affrontement de la Seconde Guerre mondiale lors de la bataille de Madagascar.

### Époque contemporaine
En mai 2019, le président de la République française, Emmanuel Macron, se montre disposé à « un dialogue pour aboutir à une solution commune » au sujet des îles Éparses de l'océan Indien, dont quatre sont revendiquées par Madagascar. Il préconise la mise en place d'une commission mixte entre les deux pays, sans avoir recours à une juridiction internationale. Le 18 novembre 2019, deux délégations se rencontrent à Antananarivo pour engager des discussions préparatoires, dans le cadre de commission mixte lancée en mai 2019 par les présidents français et malgache. Le processus était censé aboutir a un accord pour juin 2020, date du 60e anniversaire de l'indépendance de Madagascar.
l’accord intervenu en octobre 2024, sur la restitution à l’île Maurice des îles Chagos par la Grande-Bretagne, au coeur de l’océan Indien, abritant notamment la base américaine de Diego Garcia, à relancé le débat à Madagascar, et l'île d'une future restitution des île éparses, par la France.

## Climat
C'est généralement dans ce canal que viennent mourir les cyclones tropicaux du sud-ouest de l'océan Indien, s'ils n'ont pas plongé vers le sud auparavant.

## Environnement
Le canal du Mozambique abrite un grand nombre d'espèces animales et semble utilisé comme corridor biologique par certaines d'entre elles. C'est là qu'on a pour la première fois démontré que des oiseaux marins prédateurs (Frégate du Pacifique en l'occurrence) se déplaçaient en suivant des structures dites « structures lagrangiennes cohérentes » ou LCSs pour " Lagrangian coherent structures "). Ils suivent les crêtes FSLE (Finite-Size Lyapunov Exponent) pour localiser les déplacements de leurs ressources alimentaires (il y a longtemps que les pêcheurs eux-mêmes utilisent la position de certains oiseaux pour localiser certains bancs de poissons).

## Présence française dans le canal du Mozambique
La France est présente grâce à Mayotte et aux îles Éparses, et dispose d'une présence militaire via La Réunion, avec des moyens navals qui patrouillent assez régulièrement. Ces îlots permettent de disposer de zones économiques exclusives (ZEE), riches en ressources halieutiques et potentiellement en hydrocarbures. pour la France, le véritable enjeu, c'est de préserver sa souveraineté au niveau de Mayotte, face aux Comores, et surtout au niveau des îles Éparses, face aux menaces malgaches Et les Malgaches contestent juridiquement la présence française, estimant que ces îlots étaient des dépendances de Madagascar et qu'une fois l'indépendance acquise, ils auraient dû revenir à Madagascar, et non à la France.

## Économie
C'est par ce canal que transite une grande partie des pétroliers exportant le pétrole du Moyen-Orient vers l'Europe et l'Amérique.
Des sondages pétroliers sont en cours dans cette région qui pourrait être exploitable en offshore.